# Greenleaf (Kansas)
Greenleaf è una città degli Stati Uniti d'America della contea di Washington nello Stato del Kansas.